# Tahtamaa
Tahtamaa ist der Titel eines Romans des estnischen Schriftstellers Jaan Kross, der 2001 veröffentlicht wurde.

## Roman
Tahtamaa ist im Buch ein (fiktiver) Ortsname. Er bedeutet auf Deutsch etwa „Wunsch nach Land“. Im Roman steht Tahtamaa für das zeitgenössische Estland.
Der Roman erschien 2001 in estnischer Sprache. Er umfasst im estnischen Original der Erstausgabe 355 Seiten.

## Handlung
Ein einheimischer Este, Aabel Haljand, bekommt Anfang der 1990er Jahre ein Gehöft zurück, das seiner Familie mit der sowjetischen Besetzung Estlands enteignet worden war. Ein Exileste aus Schweden, Lingo Luuk, versucht, den Esten übers Ohr zu hauen. Für eine lächerliche Summe will er ihm das wertvolle Landstück abkaufen, da sich darauf medizinischer Heilschlamm fördern lässt.